# Ajam bekisar

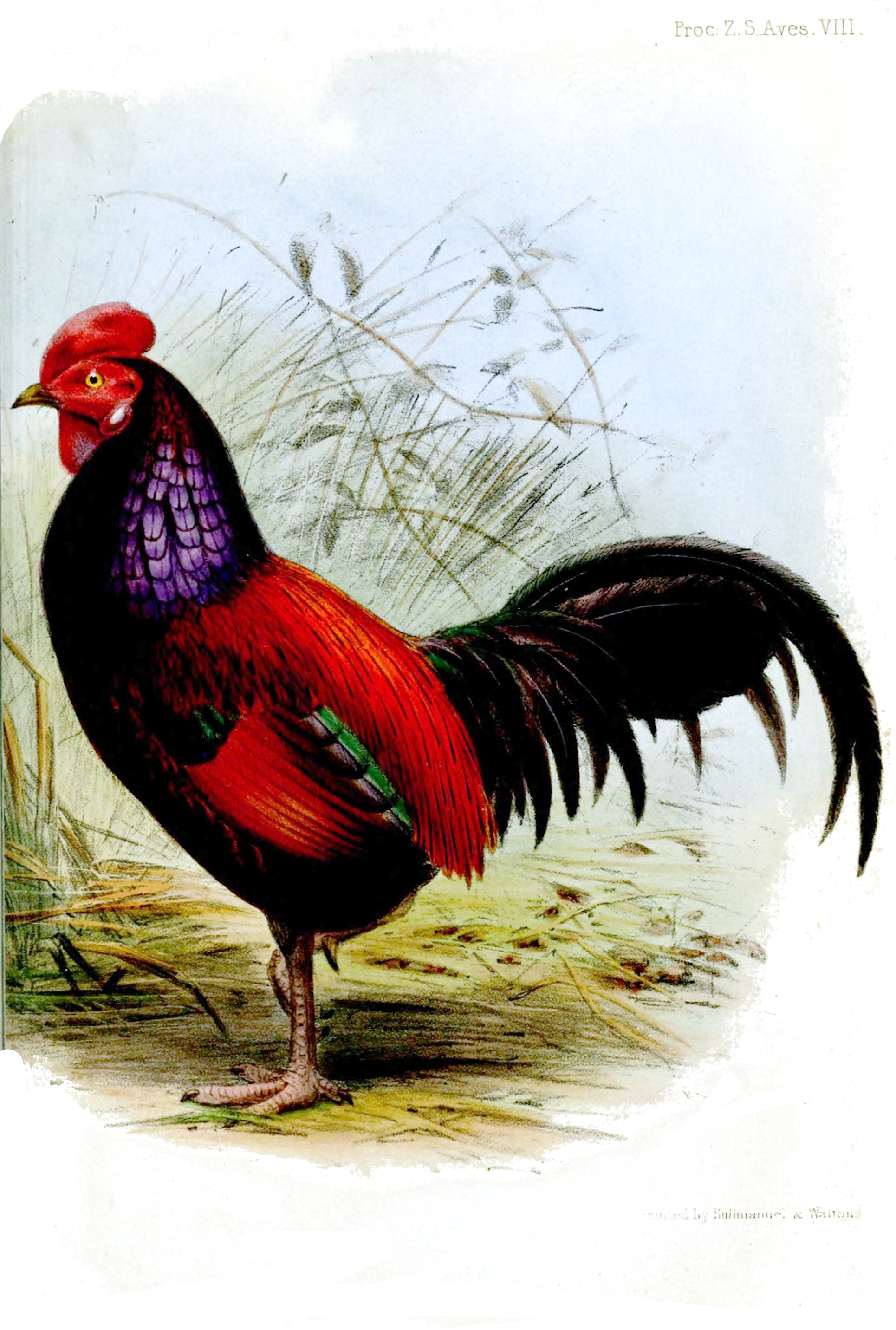
Bekisar (haan)

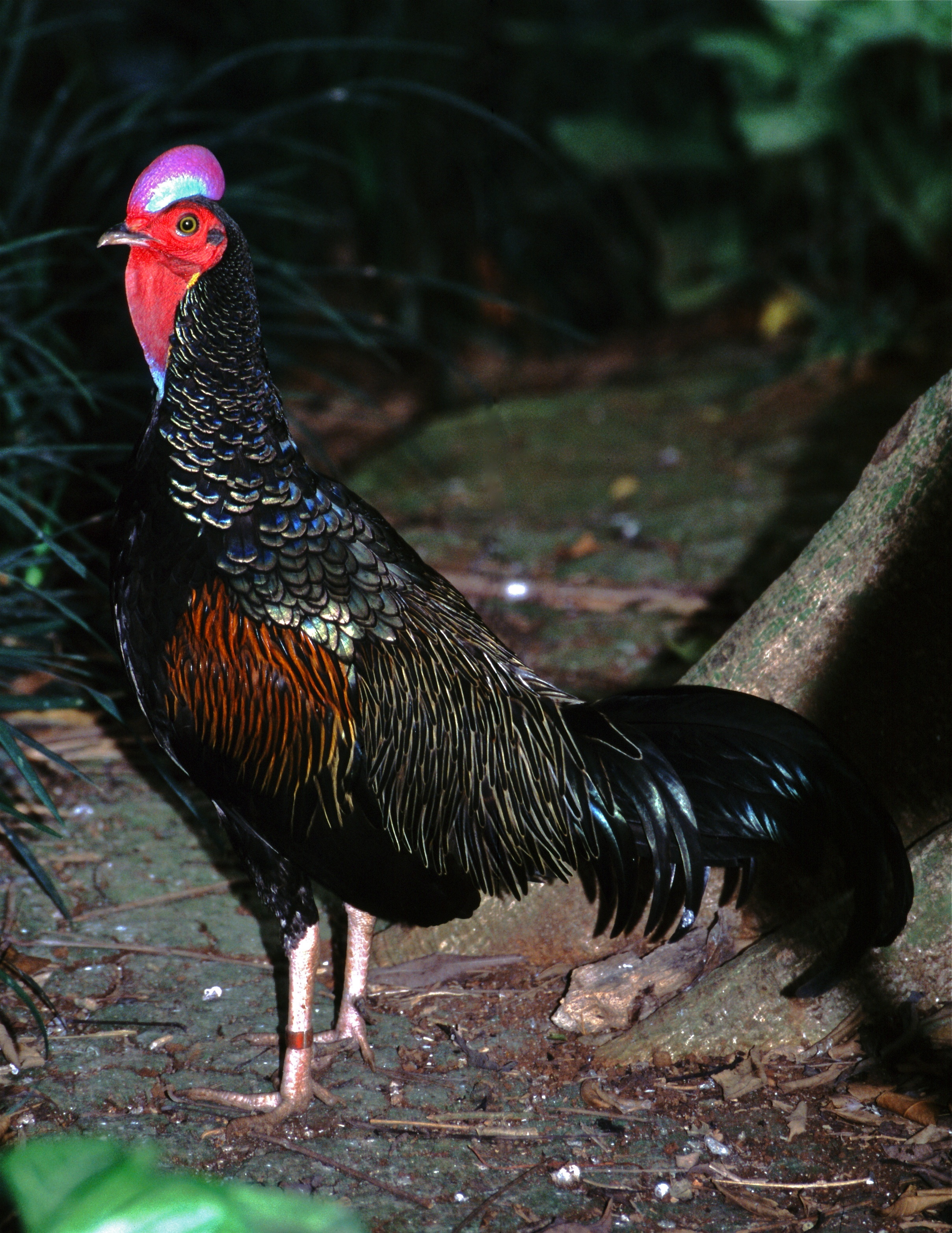
Vorkstaarthoen (haan)

De Ajam Bekisar (Maleis/Indonesisch: Ayam Bekisar) of kortweg Bekisar, is een kruising van het vorkstaarthoen en de gedomesticeerde kip in eerste generatie. De hanen staan bekend om hun buitengewoon lange en doordringende roep alsmede om hun briljante kleurtekening.

## Hybridisatie
Volgens velen werd het kruisen van vorkstaarthoenders met lokale landhoenders ("ajam kampong") het eerst uitgevoerd op eilanden in de Javazee. Het resultaat van deze kruising is meestal een onvruchtbaar dier. Aangezien de eieren van de hennen volledig onvruchtbaar zijn, werden enkel in uitzonderlijke gevallen succesvolle terugkruisingen met huishoenderen over de hanen bereikt. Door de prakische problemen bij het kruisen van de verschillende soorten, wordt heden ten dage ook kunstmatige inseminatie toegepast.

## Gebruik
Bekisars werden traditioneel gebruikt als „levende misthoorn“ op de prauwen van de Indonesische bevolking. Door de typische kraai, die over meerdere kilometers hoorbaar is, konden schepen elkaar ook bij mist of donkerheid lokaliseren. Onafhankelijk van het oorspronkelijke gebruik worden bekisars ook gefokt met zuiver sportieve motieven om de hanen bij hanenkraaiwedstrijden in te zetten. Een merkwaardigheid van deze wedstrijden is dat de hanen in kooien aan hoge palen opgehesen worden.

## Verspreiding
Door de migratie van volkeren van de Soenda-eilanden naar de Stille Zuidzee, zijn meegenomen bekisars verwilderd en hebben door terugkruisingen met landhoenderen de vorming van unieke hoenderrassen mogelijk gemaakt.  De populaire theorie dat de Araucana's uit Zuid-Amerika, die eveneens zoals de Bekisars en vorkstaarthoenders groenblauwe eiëren leggen, van bekisars afstammen, is door moleculair-genetische onderzoekingen gelogenstraft